# Vaganski vrh
Vaganski vrh visine 1757 m je najviši vrh Velebita. Relativna visina Velebita je prosjeku od 400-500 m. Nalazi se na jugoistočnom kraku planine, i pripada u vrhunce Južnog Velebita, pokraj vrhova Badanj (1638 m), Malovan (1709 m) i Sveto brdo (1752 m). Vaganski vrh je najveći vrh na Velebitu. Prvi snjegovi počnu oko sredine mjeseca rujna pa sve do početka lipnja. Snijeg se može zadržati i do pola godine.
Okolica vrha izgleda kao jedna visoravan, pokrivena travom. Pogled s vrha dobar je prema Lici dok je pogled prema moru nešto slabiji zbog visoravni na morskoj strani Velebita.
Prilazi do Vaganskog vrha su s morske strane preko Velikog Rujna i iz kanjona Paklenice; a s kopnene strane nastavkom hrpta Velebita (iz pravca sjeverozapada), od Visočice ili s ličke strane iz mjesta Medak.

## Vanjske poveznice
|  | Zajednički poslužitelj ima još gradiva o temi Vaganski vrh |